# Брејдентон (Флорида)
Брејдентон (енгл. Bradenton) град је у америчкој савезној држави Флорида. По попису становништва из 2010. у њему је живело 49.546 становника.

## Демографија
Према попису становништва из 2010. у граду је живело 49.546 становника, што је 42 (0,1%) становника више него 2000. године.
| Група             | 2000.          | 2010.          |
| Белци             | 35.450 (71,6%) | 31.918 (64,4%) |
| Афроамериканци    | 7.481 (15,1%)  | 7.888 (15,9%)  |
| Азијати           | 392 (0,8%)     | 539 (1,1%)     |
| Хиспаноамериканци | 5.574 (11,3%)  | 8.424 (17,0%)  |
| Укупно            | 49.504         | 49.546         |